# 老樹

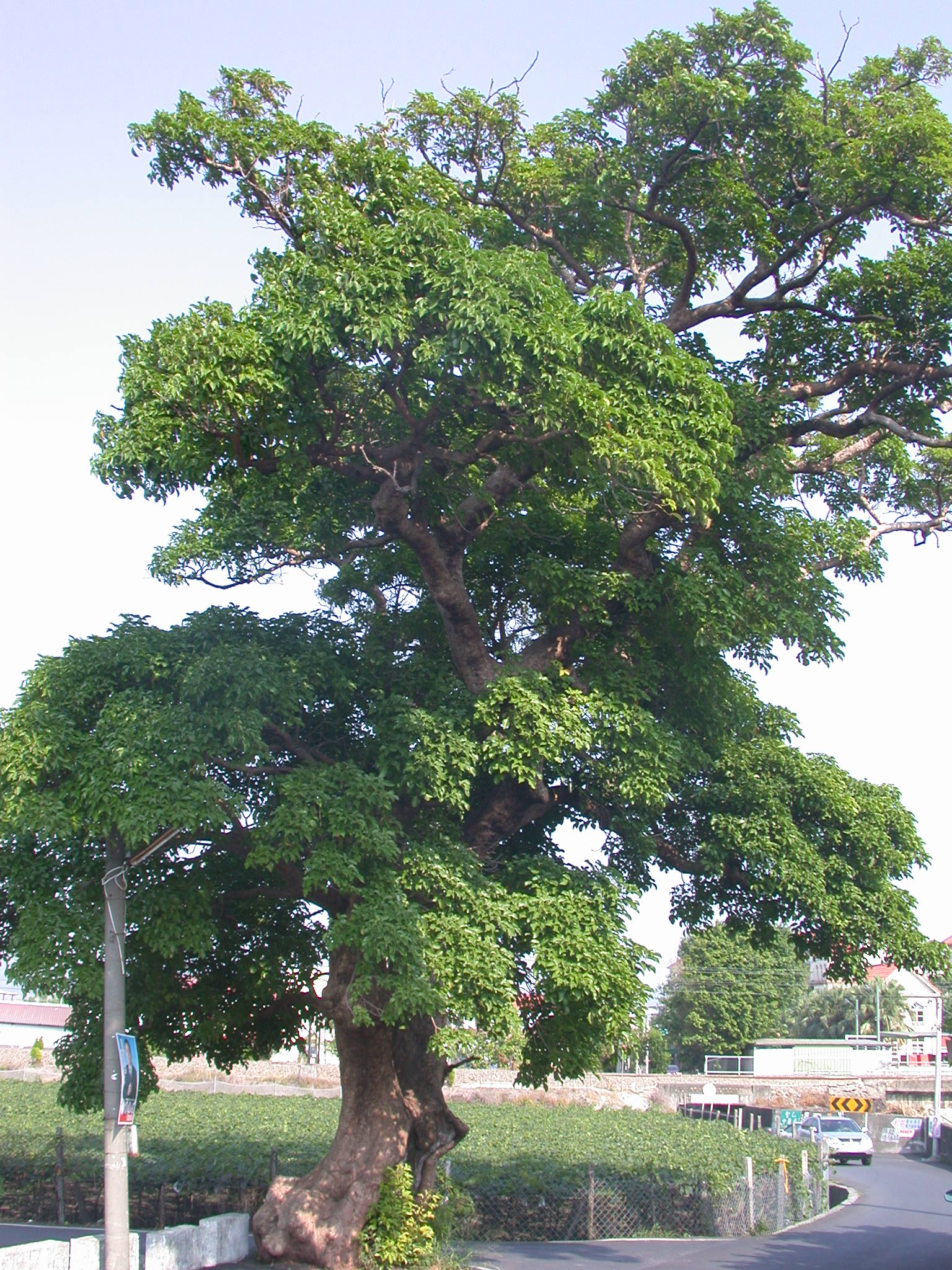
樹齡約200年的茄苳樹

老樹指具有相當樹齡的樹木。在成為地標與文化上的意義後而為人所關注，或法制化列為珍貴樹木保護。被賦予神靈性質的樹稱為神樹，樹齡超過千年的樹，有稱神木。